# Biografielijst Cy

## Cyg
- Thierry Cygan (1975), Frans voetballer

## Cyp
- Jon Cypher (1932), Amerikaans acteur
- Tawny Cypress (1976), Amerikaans actrice
- Lucile Cypriano (1996), Frans autocoureur

## Cyr

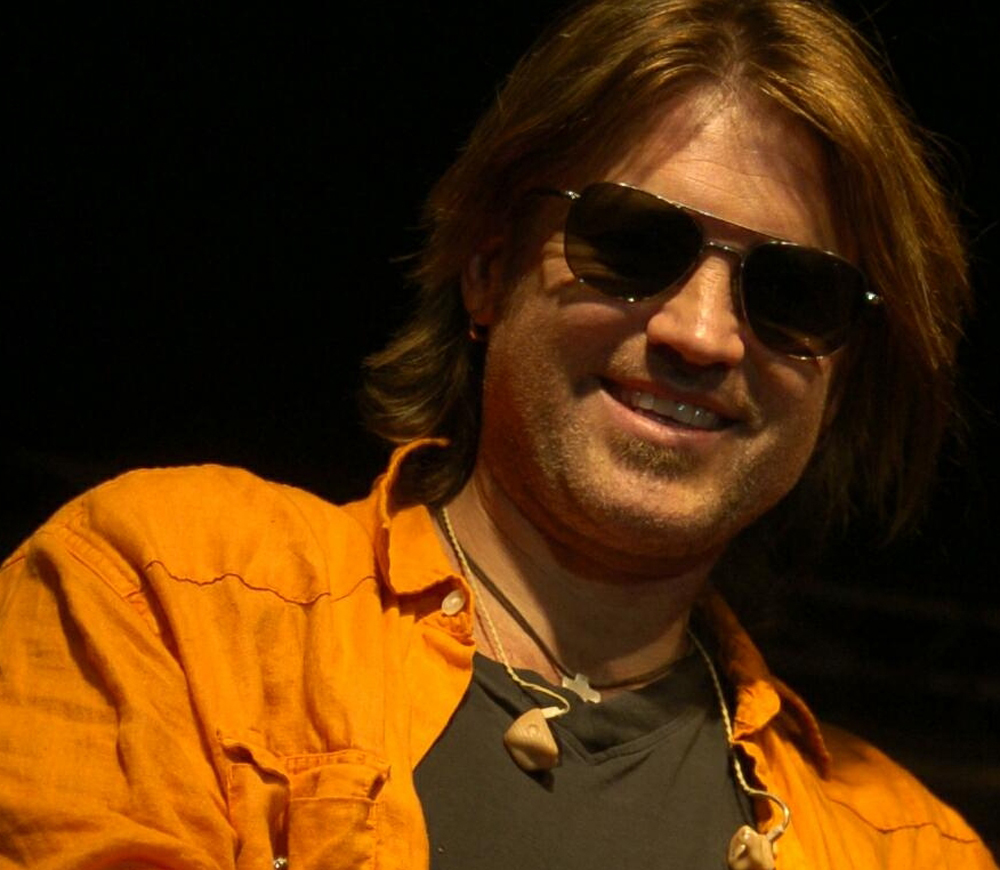
Billy Ray Cyrus

- Theodoretus van Cyrrhus (ca. 393-ca.458/466), Antiocheens kerkvader
- Billy Ray Cyrus (1961), Amerikaans countryzanger en acteur
- Miley Cyrus (1992), Amerikaans zangeres en actrice
- Noah Cyrus (2000), Amerikaans actrice
- Cyrus II de Grote (ca. 599-529 v.Chr.), koning van Perzië (559-529)

## Cyw
- Izabella Cywińska (1935-2023), Pools regisseur en politica